# Alessandro Negri di Sanfront
Alessandro Negri di Sanfront (Ponzone, 11 febbraio 1804 – Chiavari, 25 febbraio 1884) è stato un ufficiale e politico italiano, Ufficiale dell'Esercito e dei Carabinieri Reali e senatore del Regno d'Italia nella XIII legislatura.

## Biografia

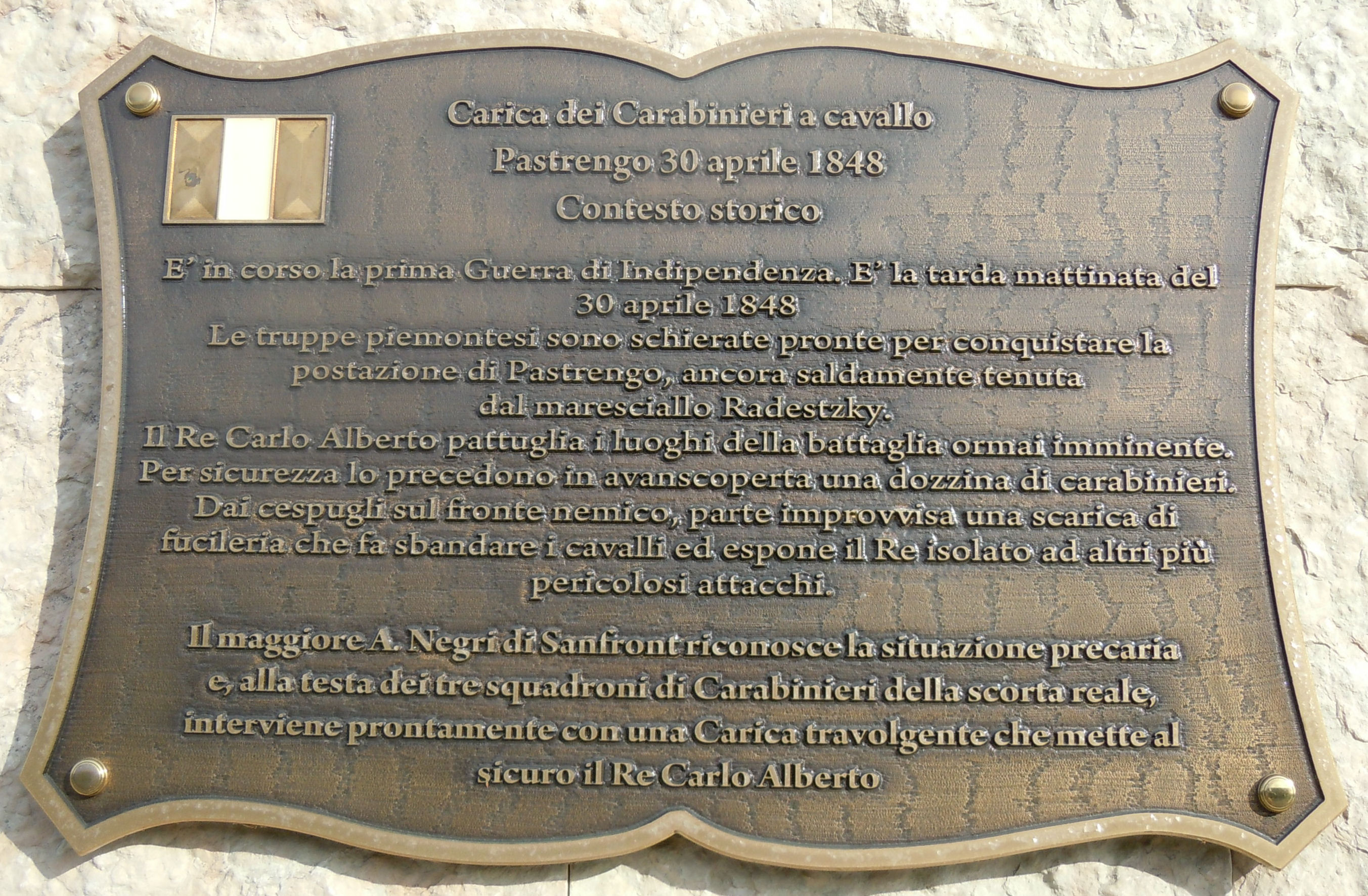
Pastrengo, lapide alla carica dei Carabinieri a cavallo

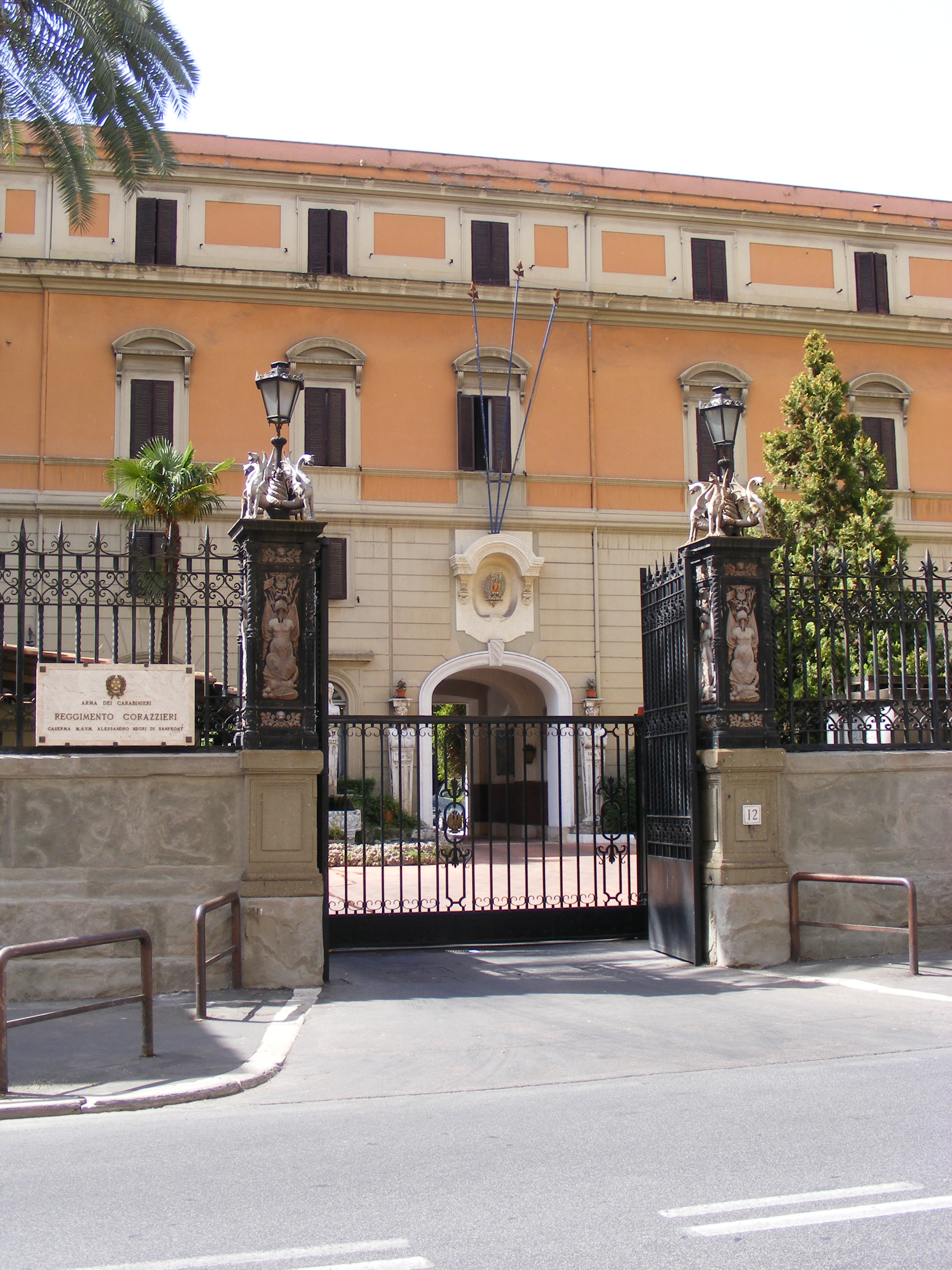
La caserma Negri di Sanfront di Roma, sede del Reggimento Corazzieri

### Carriera militare
Figlio di Giacinta dei conti de Rege di Gifflenga e del conte Bonifacio, Aiutante di campo del re Carlo Alberto di Savoia, e nipote del generale Alessandro De Rege di Gifflenga, Alessandro Negri frequentò dal 1816 al 1823 l'Accademia Reale di Torino, ottenendo il grado di sottotenente.
Il 9 marzo 1823 venne assegnato al Battaglione di fanteria leggera "Cacciatori della Regina", quindi venne trasferito al Reggimento Cavalleggeri di Piemonte ed ancora al Reggimento "Novara Cavalleria". Con il grado di capitano prestò servizio nel Reggimento "Savoia Cavalleria" e quindi, promosso maggiore, tornò al Reggimento "Lancieri di Novara".
Nel 1848, all'inizio della Prima guerra di indipendenza, venne scelto dal re Carlo Alberto per comandare i tre "Squadroni di guerra" dei Carabinieri Reali, creati per garantire la sicurezza del sovrano sul campo di battaglia.
Il 30 aprile 1848, giorno della battaglia di Pastrengo, Alessandro Negri si trovava accanto al re, impegnato a dirigere le truppe contro gli austriaci. Il re decise di muoversi per osservare meglio lo svolgimento della battaglia e, mentre era scortato da una dozzina di Carabinieri, fu oggetto di azione di fuoco. Vedendo il re in pericolo, Alessandro Negri di Sanfront comandò immediatamente una carica, lanciandosi per primo al galoppo contro i nemici, seguito dai tre squadroni di Carabinieri e quindi da tutti gli altri reparti impegnati nell'avanzata.
Alla carica partecipò lo stesso re che, in questo modo, riuscì a sfuggire alla minaccia; l'irruenza stessa della carica, che trascinò tutte le truppe presenti, portò inoltre l'esercito sabaudo alla vittoria della battaglia.
Ottenuta la promozione a colonnello nel novembre del 1848, combatté anche nel 1849 nella seconda fase della Prima guerra d'indipendenza italiana; fu nominato comandante delle Reggimento "Guide a cavallo" e del Reggimento "Cavalleggeri di Lombardia", non riconoscendo però la dipendenza dal comando della V Divisione "Lombarda" del Ramorino prima e del Fanti poi, proprio durante l'offensiva austriaca a Pavia. Nominato Aiutante di campo onorario del Re il 10 aprile 1853, sei anni più tardi venne promosso maggior generale, combattendo nella Seconda guerra d'indipendenza italiana, e quindi tenente generale il 6 febbraio 1862, grado che ricoprì fino al suo collocamento a riposo, avvenuto il 1º settembre 1865. 

### Incarichi politici
Alessandro Negri di Sanfront ricoprì la carica di sindaco nei comuni di Ponzone, tra il 1851 e il 1862, di Tronzano Vercellese, dal 1856 al 1861, e di Chiavari, tra il dicembre 1872 e il 1873, quando rassegnò le dimissioni. Fu anche presidente del Consiglio provinciale di Acqui nel 1852.
Nel 1872 a Chiavari ricoprì anche le cariche di consigliere comunale e di assessore anziano facente funzioni di sindaco e l'anno successivo divenne presidente del Consiglio comunale e della Giunta municipale. Fu anche consigliere comunale a Ponzone nel 1882.  Negri di Sanfront sposò Maria Maddalena Fieschi, ultima discendente della celebre famiglia genovese dei Fieschi, e dalla loro unione nacque una sola figlia, Marinetta, che sposò il conte Alessandro Thellung di Courtelary.
Il 16 novembre 1876 fu nominato Senatore del Regno d'Italia, carica ricoperta dal 1865 anche dal cugino Carlo Pellion di Persano, e prestò il proprio giuramento un mese più tardi.